# جوردي كودينا
جوردي كودينا رودريغيز (بالإسبانية: Jordi Codina), كودينا (، من مواليد 27 أبريل، 1982 في برشلونة - إسبانيا), هو حارس كرة قدم إسباني يلعب بريال مدريد وهو الحارس الثالث للفريق ولكنه انتقل في صيف 2009 إلى فريق خيتافي.

## روابط خارجية
- جوردي كودينا على موقع الاتحاد الأوربي (الإنجليزية)
- جوردي كودينا على موقع قاعدة بيانات كرة القدم.إي يو (الإنجليزية)
- جوردي كودينا على موقع Soccerway.com (الإنجليزية)
- جوردي كودينا على موقع كووورة
- جوردي كودينا على موقع AS.com (الإسبانية)